# Al-Muʿtaḍid
al-Muʿtaḍid bi-llāh (in arabo المعتضد بالله‎?; Samarra, 857 circa – Baghdad, 5 aprile 902) è stato un Califfo abbaside.
Figlio di al-Muwaffaq e di una schiava bizantina di nome Ḍirār, Abū l-ʿAbbās Aḥmad ibn Ṭalḥa al-Muwaffaq, meglio noto con il laqab di al-Muʿtaḍid bi-llāh (Che cerca il sostegno di Allah"), rimase al potere a Baghdad dall'892 al 902.
Prima di ciò, succedette nell'891 al padre in qualità di Reggente del Califfo al-Muʿtamid ʿalā Allāh, suo zio paterno (ʿamm). Come fu il caso anche di suo padre, il potere di al-Muʿtaḍid dipese dai suoi stretti rapporti con l'esercito califfale (composto perlopiù da Turchi), che egli guidò di persona in numerose campagne belliche, a partire dalla difficilissima repressione della rivolta degli Zanj.
Al-Mu'tadid si distinse per la sua energia e capacità, riuscendo a restaurare lo scosso prestigio abbaside, riguadagnando il controllo di varie province che erano andate perdute nel corso dei lunghi torbidi dei precedenti decenni, anche se il suo regno fu troppo breve per consentire che tali ottimi risultati si consolidassero stabilmente. Il suo regno vide anche l'espansione e l'ascesa al potere della burocrazia centralizzata abbaside e lo stabile ritorno di Baghdad al rango di capitale del Califfato.

## Biografia

### Primi anni

Albero genealogico della dinastia abbaside nel IX secolo.

Al-Muʿtaḍid aveva vissuto, sia pur da giovanissimo, gli incredibili anni dell'"Anarchia di Samarra", finita con l'ascesa al potere dello zio al-Mu'tamid, resa possibile dagli stretti rapporti che suo fratello al-Muwaffaq (padre di al-Muʿtaḍid) aveva con l'oligarchia militare turca, detentrice del potere armato, riuscendo con grande abilità a controllarla lungo tutti gli anni che dall'882 arrivarono sino all'891, anno della sua morte.
Il potere califfale effettivo si estendeva al solo Iraq. A ovest, l'Egitto era caduto sotto l'abile e ferreo controllo del turco Ahmad ibn Tulun, che riusciva a contendere al Califfato il controllo della stessa Siria, confinante con l'Iraq califfale, mentre il Khorasan e gran parte dell'Oriente islamico era sotto l'efficiente controllo militare e civile dei Saffaridi, che avevano preso il posto dei filo-abbasidi Tahiridi. Il controllo effettivo sulla maggior parte della penisola arabica era perduto, mentre in Tabaristan (attuale Mazandaran) una dinastia sciita radicale aveva assunto il potere. Anche nello stesso Iraq, la rivolta degli Zanj minacciava la stessa Baghdad dopo essersi fortemente attestata nel meridione, tra le marcite e le paludi del Sawad.
Nel corso della sua Reggenza, al-Muwaffaq impegnò una strenua, lunga e dolorosa guerra per salvare il Califfato dal definitivo collasso. I suoi sforzi per riprendere il controllo dell'Egitto e della Siria invece fallirono e i Tulunidi riuscirono a espandere i loro domini e a imporre il riconoscimento del nuovo status quo a Baghdad, mentre ebbero successo nel salvare il cuore del Califfato in Iraq, respingendo un tentativo di invasione dei Saffaridi e sgominando gli Zanj e lo Stato che si erano edificati negli acquitrini meridionali dell'Iraq.

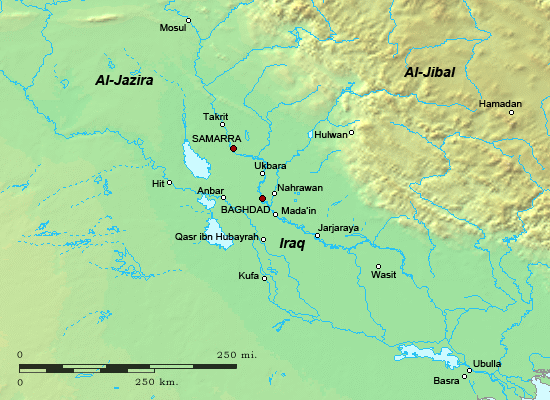
Mappa dell'Iraq nel IX-X secolo

Al-Muwaffaq fece impartire a suo figlio un addestramento militare fin dall'età più giovane. Aḥmad, normalmente conosciuto per la sua kunya di Abū l-ʿAbbās, era "un raffinato cavallerizzo, abituato a ispezionare i suoi fanti e i suoi cavalieri di persona" (Hugh N. Kennedy), tanto da acquisire un'ottima esperienza militare fin dal suo primo impegno nella repressione della rivolta degli Zanj, coordinata dal padre. In un decennio, dal momento dell'esplodere della rivolta nell'869, gli Zanj si impossessarono di gran parte del basso Iraq, incluse le città di Baṣra e di Wāsiṭ espandendosi anche nel Khuzistan. Nell'879, la morte del fondatore dello Stato saffaride, Ya'qub ibn al-Layth al-Saffar, consentì al governo abbaside di concentrare tutte le sue forze contro la rivolta degli Zanj, e l'investitura di Abū l-ʿAbbās nel dicembre dell'879 alla guida delle forze califfali contro i ribelli, alla testa di 10.000 uomini, rappresentò il momento di svolta della guerra. Con lungo e duro impegno contro gli Zanj, che portarono anche a operazioni anfibie nelle marcite mesopotamiche, Abū l-ʿAbbās e i suoi soldati di estrazione servile (ghilmān), il cui comandante era il veterano turco Zirak al-Turki, svolsero un ruolo di primaria importanza; sebbene i ranghi delle forze armate abbasidi gradualmente fossero infoltiti con continui rinforzi, con volontari e disertori Zanj, fu la poco numerosa schiera d'élite dei ghilmān a dotare l'esercito di un'efficiente sistema di comando e a costituire la spina dorsale che sostenne il peso delle battaglie, spesso sotto il comando personale di Abū l-ʿAbbās. Dopo anni di progressiva stretta, il cappio attorno al colo degli Zanj fu stretto nell'agosto dell'883 e le truppe abbasidi si abbatterono contro la loro capitale di al-Mukhtāra, mettendo fine a una devastante e insidiosissima ribellione.
Dopo la vittoria finale sugli Zanj, i rapporti di al-Muwaffaq con il figlio Abū l-ʿAbbās si deteriorarono, malgrado non se ne conoscano le ragioni. Già nell'884, i ghilmān di Abū l-ʿAbbās crearono disordini a Baghdad contro il vizir di al-Muwaffaq, Saʿīd ibn Makhlad, forse per il mancato pagamento del soldo. Nell'885, a seguito della morte di Ibn Tulun, Abū l-ʿAbbās fu inviato contro il figlio e successore del Sultano egiziano, Abū l-Jaysh Khumārawayh, ma l'Abbaside dovette incassare una pesante sconfitta, che comportò l'allargamento dei domini tulunidi sulla Jazira e le aree frontaliere dei Thughūr, organizzate in funzione anti-bizantina. Un accordo di pace ne seguì, in base al quale al-Muwaffaq fu obbligato a riconoscere i Tulunidi come governatori dell'Egitto e della Siria per trent'anni, in cambio di un tributo annuale. Per un paio di anni Abū l-ʿAbbās fu coinvolto nel fallito tentativo del padre di assumere nuovamente il pieno controllo del ricco Fars, caduto sotto i Saffaridi, ma nell'889, Abū l-ʿAbbās venne arrestato e gettato in carcere su ordine del padre, e qui rimase, malgrado le manifestazioni in suo favore dei suoi ghilmān, rimasti leali al loro comandante. A quanto si sa rimase in prigione fino al maggio dell'891, quando al-Muwaffaq, ormai prossimo alla morte, ritornò a Baghdad dopo due anni trascorsi in Jibal. Abū l-ʿAbbās fu rilasciato dal suo stato di prigionia.
Morto al-Muwaffaq nel giugno dell'891, Abū l-ʿAbbās gli succedette immediatamente nei suoi incarichi, con il laqab di al-Muʿtaḍid, diventando secondo nella successione califfale, subito dopo il califfo suo zio e suo figlio al-Mufawwad. In pochi mesi, nell'aprile dell'892, al-Muʿtaḍid si liberò del cugino al-Mufawwad e, quando al-Mu'tamid morì nell'ottobre di quell'anno, egli gli succedette come nuovo Califfo.

### Regno

#### Campagne di riunificazione del Califfato abbaside
Come suo padre, il potere di al-Muʿtaḍid dipese dalle strette relazioni che egli ebbe con la classe militare, e le questioni militari assorbirono prevalentemente i suoi interessi, guidando di persona varie campagne e prendendo coraggiosamente parte a un gran numero di fatti d'arme. Secondo Hugh Kennedy, «nessun Califfo abbaside, neppure al-Mu'tasim, passò gran parte del suo tempo in campagne militari come fece al-Muʿtaḍid. Era anche un accorto diplomatico, sempre pronto a giungere a un compromesso con quanti erano troppo potenti per poterli sconfiggere». Fin dall'inizio del suo regno, al-Muʿtaḍid si impegnò con decisione per invertire il corso della frammentazione del Califfato abbaside, innanzi tutto assicurando un saldo controllo dei suoi territori in Iraq, in Jazira e nella Persia occidentale (Jibal).

Mappa della Jazira (Alta Mesopotamia), con le sue province, in epoca medievale

Nella Jazira combatté contro Ahmad ibn 'Isa al-Shaybani e i suoi Banu Shayban, che dominavano su Amid, e contro Hamdan ibn Hamdun, capo dei Banu Taghlib che controllava il Diyar Bakr. Mosul fu ripresa agli Shayban nell'893, e Hamdan ibn Hamdun fu tallonato e infine catturato, malgrado suo figlio Husayn ibn Hamdan, entrato al servizio del Califfo, cercasse di assicurare la liberazione del padre. Ḥusayn divenne un comandante di vaglia nell'esercito califfale, agevolando l'inizio della graduale ascesa della dinastia hamdanide in Jazira. Ahmad al-Shaybani morì nell'898 e l'anno seguente al-Muʿtaḍid invase la Jazira, espellendo il figlio di Ahmad, Muhammad da Amid, e riprendendo il totale controllo della provincia, insediandovi il suo figliolo ed erede designato, ʿAlī al-Muktafī, in qualità di Wali. Al-Mu'tadid non fu in grado invece di riprendere il controllo della Transcaucasia, dove l'Armenia e l'Azerbaigian persiano rimasero sotto il controllo di dinastie locali, come i Sagidi.
Per quanto riguardava i Tulunidi al-Muʿtaḍid assunse un atteggiamento conciliante. Riconobbe lo status quo in cambio di un tributo annuo di 300.000 dīnār e di 200.000 come arretrati, mentre il signore tulunide, Khumarawayh ibn Ahmad ibn Tulun, si disse disposto a restituire le due province giazirene del Diyar Rabi'a e del Diyar Mudar. L'accordo fu sanzionato dal matrimonio della figlia di Khumārawayh, Qaṭr al-Nada (Goccia di rugiada), con il Califfo, che le assegnò una dote di oltre un milione di dīnār. Nel caso concreto però l'accordo non sopravvisse all'assassinio di Khumārawayh nell'896 (sua figlia morì, per parte sua, subito dopo il matrimonio). Con il Sultanato tulunide nelle fragili mani dei figli minorenni di Khumārawayh, nell'897 al-Muʿtaḍid estese il proprio controllo agli Emirati di frontiera dei Thughur. Per assicurare una posizione legittima al suo Stato il nuovo governante tulunide, Harun ibn Khumarawayh (reg. 896–904), fu obbligato a fare maggiori concessioni, restituendo al Califfo tutto il territorio siriano a nord di Homs, e aumentando il tributo annuo a 450.000 dīnār. Nei domini tulunidi, l'aumento dei torbidi interni e l'incremento delle aggressioni carmate comportò un maggior numero di defezioni da parte dei sostenitori dei Tulunidi, in favore del risorgente Califfato.
In Persia, il califfo fu obbligato a riconoscere la realtà costituita dal controllo dei Saffaridi sull'Oriente islamico, e raggiunse con loro un modus vivendi, nella speranza forse, secondo Hugh Kennedy, di coinvolgerli in una partnership analoga a quella a suo tempo raggiunta da al-Maʾmūn con i Tahiridi alcuni decenni prima: ai Saffaridi fu riconosciuto come legittimo il controllo del Khorasan e della Persia orientale, così come il Fars, mentre agli Abbasidi rimase il controllo diretto del Jibal, di Rayy e di Isfahan. Questa politica lasciò il Califfo mani libere per riprendersi i territori dei Dulafidi, una dinastia semi-indipendente basata a Iṣfahān e Nihavand. Quando il Dulafide Ahmad ibn Abd al-Aziz ibn Abi Dulaf morì nell'893, al-Muʿtaḍid si mosse senza indugi per insediare suo figlio al-Muktafī come governatore di Rayy, Qazvin, Qum e Hamadan. I Dulafidi furono confinati nella regione di Karāj e di Isfahan, prima di essere deposti definitivamente nell'896. Nondimeno, il controllo degli Abbasidi su questi territori rimase precario, a causa specialmente della vicinanza dell'Emirato zaydita del Ṭabaristān, Daylam e Gilan, tanto che nell'897 il controllo di Rayy fu assunto dai Saffaridi.
La partnership abbaside-saffaride in Persia si espresse assai più chiaramente nell'intesa ai danni dell'intrepido generale Rafi' ibn Harthama, che aveva scelto come sua base Rayy, minacciando così sia gli interessi del Califfato sia quelli dei Saffaridi nella regione. Al-Muʿtaḍid inviò Aḥmad ibn ʿAbd al-ʿAzīz a riprendere Rayy. Rāfiʿ prese la fuga e fece causa comune con gli Zayditi del Tabaristan nel tentativo di mettere le mani sul Khorasan, strappandolo ai Saffaridi ma ʿAmr b. al-Layth riuscì a eccitarvi i sentimenti anti-alidi e il mancato sperato aiuto degli Zayditi portarono alla sconfitta di Rāfiʿ che fu ucciso in Corasmia nell'896. ʿAmr, all'acme della sua potenza, spedì la testa mozzata del ribelle a Baghdad, e nell'897 il califfo gli attribuì come ricompensa il controllo di Rayy.
La partnership collassò infine dopo la nomina nell'898 da parte di al-Muʿtaḍid del Saffaride ʿAmr ibn al-Layth a governatore della Transoxiana, governata dai suoi rivali Samanidi. ʿAmr fu pesantemente sconfitto e catturato dai Samanidi nel 900. Il Samanide Isma'il ibn Ahmad, lo inviò incatenato a Baghdad, dove fu giustiziato nel 902, ma dopo la morte di al-Mu'tadid. Al-Muʿtaḍid conferì i titoli di ʿAmr a Isma'il ibn Ahmad, ma il superstite dominio saffaride, sotto Tahir si dimostrò sufficientemente in grado di resistere per molti anni ancora ai tentativi califfali di riguadagnare Fars e Kirman. Fu solo dopo il 910 che gli Abbasidi riuscirono a riprendersi la ricca provincia del Fars.
Dall'897, il Califfato dovette fr4onteggiare una nuova minaccia: quella dei Carmati. Inizialmente essi costituirono niente di più che una sporadica e insignificante molestia nel Sawad ma la loro potenza crebbe rapidamente assumendo proporzioni allarmanti: sotto Abu Sa'id al-Jannabi, nell'899, essi presero il Bahrein, e l'anno dopo sconfissero un esercito califfale guidato da al-Abbas ibn Amr al-Ghanawi. A seguito della morte di al-Muʿtaḍid, i Carmati "dimostrarono di costituire il pericolo di gran lunga peggiore che gli Abbasidi avessero mai affrontare dall'epoca degli Zanj". Nello stesso periodo si assisté al sorgere di vari regimi anti-abbasidi nelle periferie del mondo islamico: i Fatimidi presero il potere in Ifriqiya, e un'altra dinastia zaydita si insediò in Yemen.

#### Politica interna

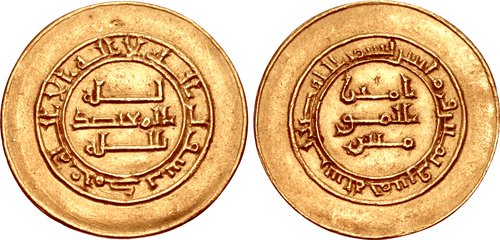
Dinar aureo di al-Muʿtaḍid, 285 E.(992/993)

La rinascita califfale sotto al-Muwaffaq e al-Muʿtaḍid ipese fortemente da un forte esercito, e il Califfato ebbe costante bisogno di fondi crescenti per il soldo dei guerrieri ghilmān e dei mercenari arruolati. Secondo Hugh Kennedy, che si basa su un documento del Tesoro del tempo dell'ascesa al trono di al-Muʿtaḍid, "su una spesa totale di 7.915 dinar al giorno, circa 5.121 erano interamente assorbiti dalla spesa militare, 1.943 in settori (come la cura degli animali e le stalle) che servivano tanto ai militari quanto ai civili, e solo 851 in settori quali la burocrazia e l'harem califfale [...] Sembra ragionevole concludere che circa l'80 per cento degli esborsi governativi registrati fosse destinato al mantenimento della macchina militare".
Allo stesso tempo, molte delle province che pagavano imposte erano andate perdute dal governo centrale, sia per opera di dinastie resesi autonome sia per opera di governatori cui era stata per necessità concessa dal Califfato un'autonomia più o meno vasta tramite l'istituzione a loro vantaggio della muqataʿa, una forma di cessione feudale del diritto di superficie, in cambio di un determinato tributo, che spesso finiva però per non essere versato alle casse califfali. Per massimizzare gli introiti dei territori rimasti loro gli Abbasidi incrementarono l'ampiezza e la complessità della loro macchina burocratica centralizzata, dividendo le province in circoscrizioni fiscali minori, nonché aumentando il numero dei dipartimenti fiscali (diwan), consentendo un controllo assai più ravvicinato della esazione delle entrate e delle attività dei funzionari stessi a esse preposti. Questa politica rafforzò la posizione della burocrazia civile, che raggiunse all'epoca il suo apogeo di influenza, in special modo il vizir, che anche l'esercito teneva in grande considerazione in quanto portavoce del Califfo.
In termini di personale, il regno di al-Muʿtaḍid fu contrassegnato da una continuità tra i grandi funzionari dello Stato: ʿUbayd Allāh ibn Sulaymān ibn Waḥb rimase vizir dall'inizio del Califfato fino alla sua morte nel 901 e a lui succedette suo figlio, al-Qāsim ibn ʿUbayd Allāh; Badr, un veterano che aveva servito sotto al-Muwaffaq e la cui figlia aveva sposato il figlio del Califfo, rimase comandante in capo dell'esercito; mentre le finanze dell'Iraq furono amministrate dapprima dalla famiglia dei Banu l-Furat, e dopo l'899 dai loro rivali, i Banu l-Jarrah. Queste due dinastie burocratiche rivali avrebbero dominato il governo abbaside nei successivi anni, alternandosi nell'incarico, finendo spesso per sottoporre a tortura i loro predecessori a beneficio delle casse califfali.
Al-Muʿtaḍid completò anche il ritorno della capitale da Samarra a Baghdad, che era già servita come principale base per le operazioni a suo padre. Il centro della città, tuttavia, fui spostato sulla sponda orientale del Tigri e più a valle della città originale, in cui egli e il figlio al-Muktafi si impegnarono in grandi attività edilizie. La nuova città di al-Muʿtaḍid è rimasta il centro di Baghdad fino ai nostri giorni. Egli si prese cura anche di restaurare il sistema di irrigazione della capitale, pulendo il canale interrato di Dujayl (lett. "piccolo Tigri"), pagando per questo con soldi provenienti da quei proprietari terrieri che trassero beneficio da ciò. Allo stesso tempo il Califfo cambiò l'inizio dell'anno fiscale, cosicché l'imposta fondiaria (kharāj) fosse raccolta dopo il raccolto, anziché prima, alleggerendo l'onere per gli agricoltori.

#### Morte e retaggio
Al-Muʿtaḍid morì nell'aprile del 902 e a lui succedette l'erede designato, al-Muktafi, che il padre si era preoccupato di preparare all'assolvimento dei suoi compiti, inviandolo come governatore a Rayy e nella Jazira. Il regno di al-Muʿtaḍid ebbe il merito di aver arrestato il declino del Califfato abbaside per tutto il suo periodo di governo, ma i suoi successori erano troppo dipendenti dalla presenza di un governante energico al timone dello Stato, e «il suo regno fu troppo breve per operare un'inversione di tendenza durevole e ristabilire stabilmente il potere abbaside». Suo figlio, al-Muktafi, tentò di seguire le orme politiche paterne, ma non aveva la stessa energia di al-Muʿtaḍid. Come ha scritto Michael Bonner, «per carattere e comportamento, essendo una persona sedentaria, egli non ispirò sentimenti di lealtà nei suoi confronti nei militari, ma solo buone intenzioni». Il Califfato fu in grado di assicurarsi ancora importanti successi per qualche anno ancora, compreso il recupero nel 904 dei domini tulunidi in Egitto e Siria, grazie a Muhammad ibn Tughj e alla dinastia ikhshidide, e alle vittorie sui Carmati, ma con la morte di al-Muktafi nel 908, la cosiddetta "restaurazione abbaside" lentamente svanì.